# Subaru Impreza
Subaru Impreza – samochód osobowy klasy kompaktowej produkowany przez japońską markę Subaru od 1993 roku jako następca modelu Leone – pierwszego masowo produkowanego samochodu osobowego z napędem na cztery koła. Od 2023 roku produkowana jest szósta generacja modelu.

## Subaru Impreza I
Subaru Impreza I zostało po raz pierwszy zaprezentowane w 1992 roku. Model oznaczony został symbolem GC, który w zależności od wersji nadwoziowej oznaczony był GCA dla wersji sedan oraz GCB dla wersji kombi. Na rynek japoński i amerykański produkowany był typ GCF, czyli dwudrzwiowy sedan.

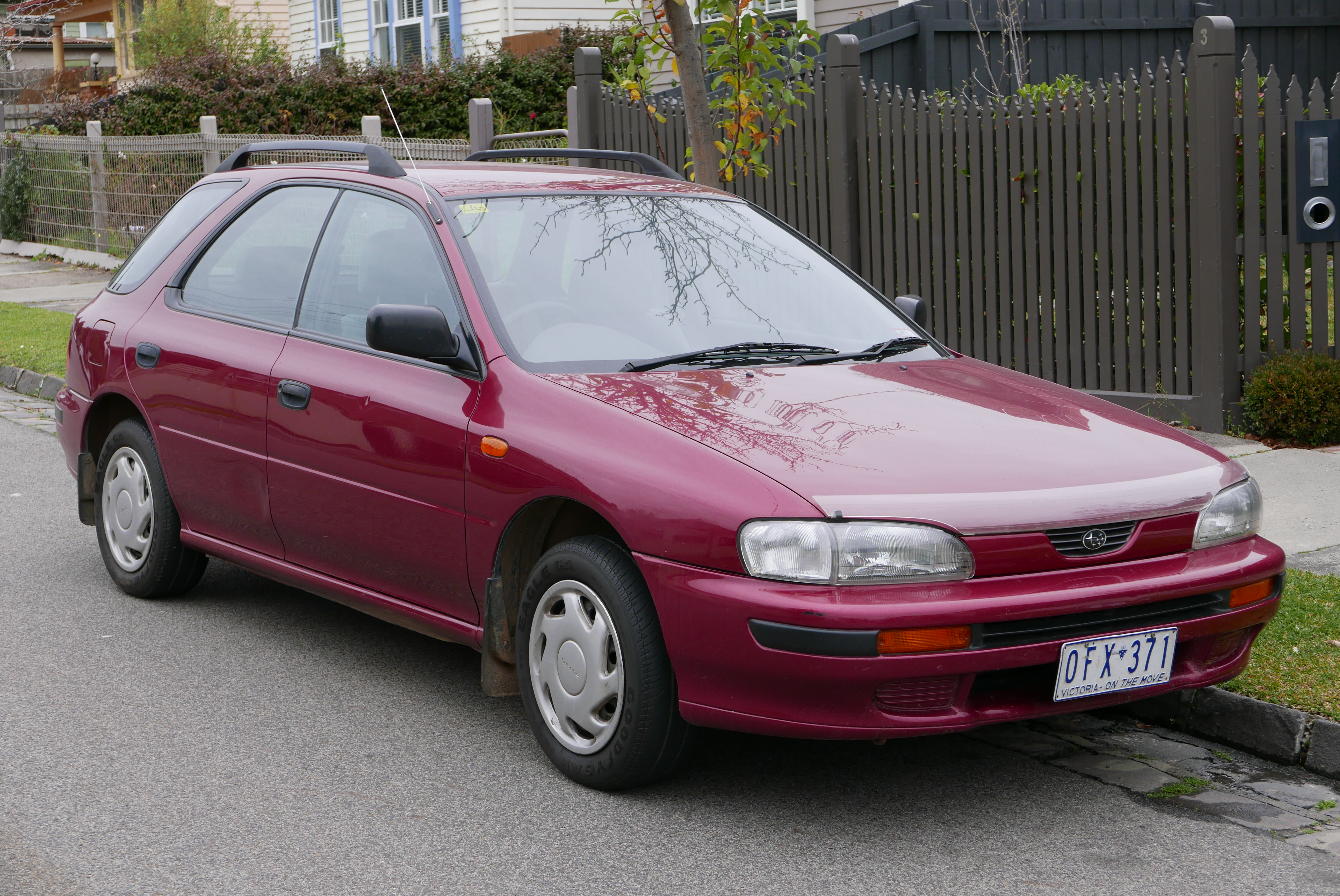
Subaru Impreza I kombi

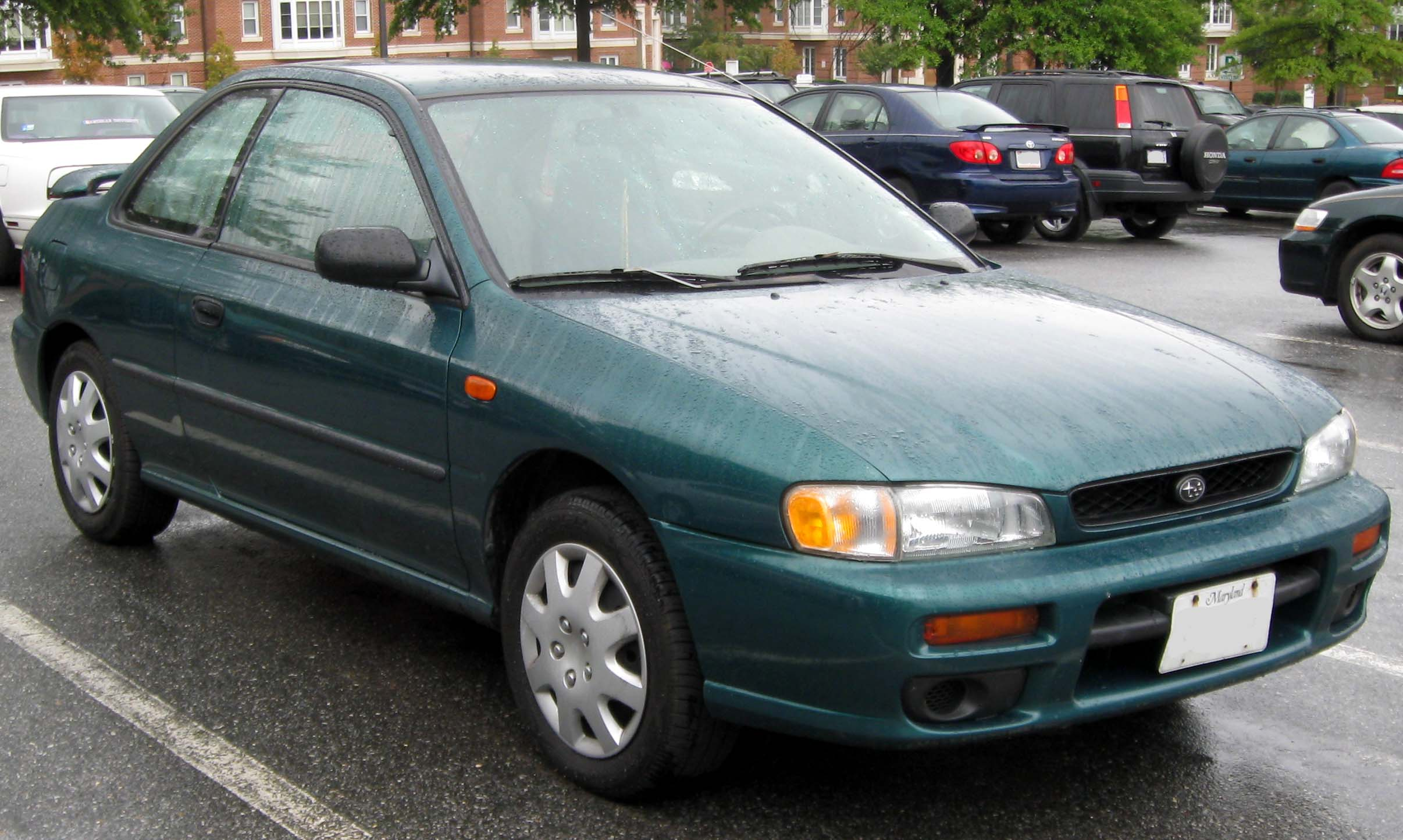
Subaru Impreza I 2-drzwiowy sedan

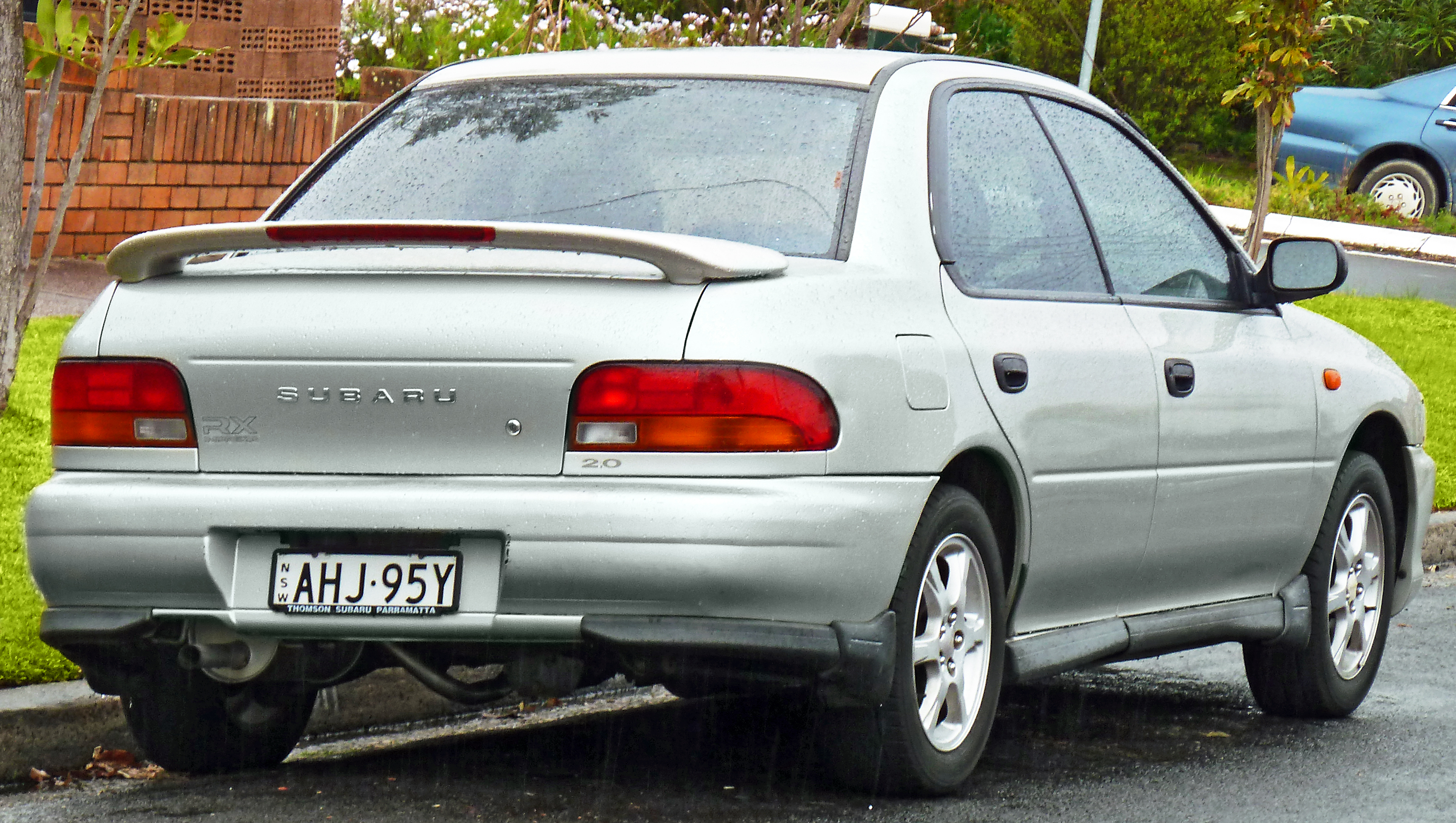
Tył Subaru Impreza I sedan

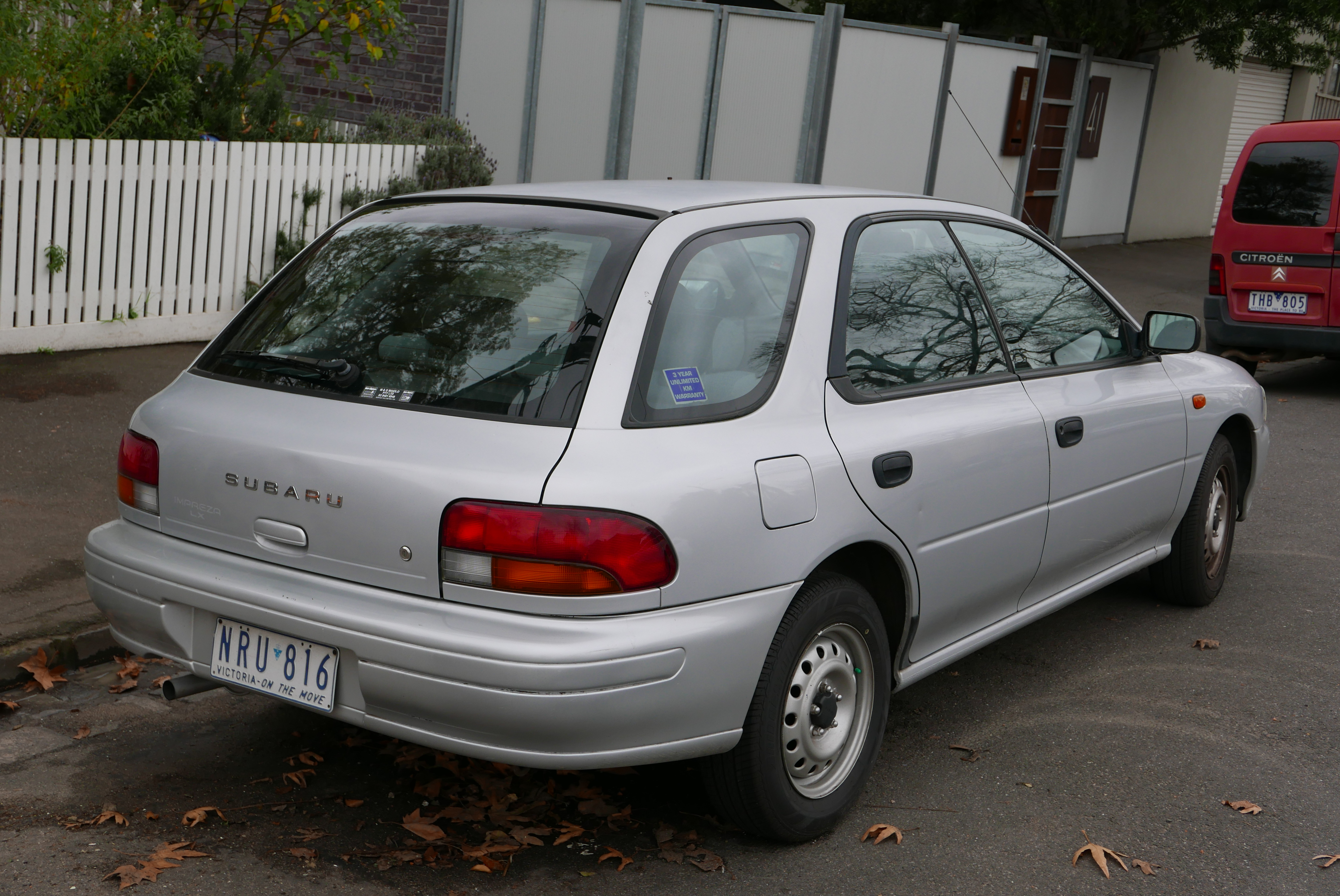
Tył Subaru Impreza I kombi

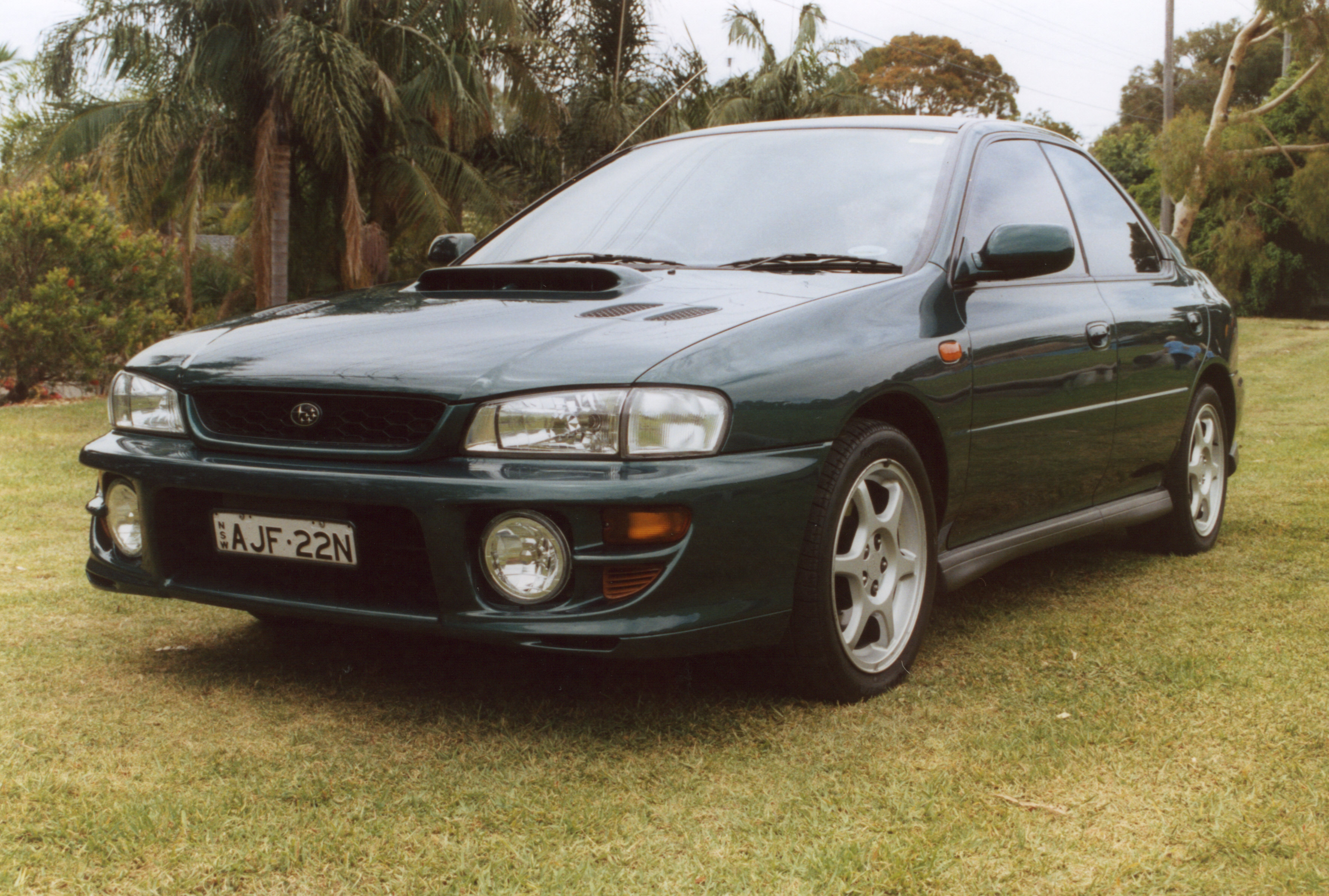
Subaru Impreza WRX

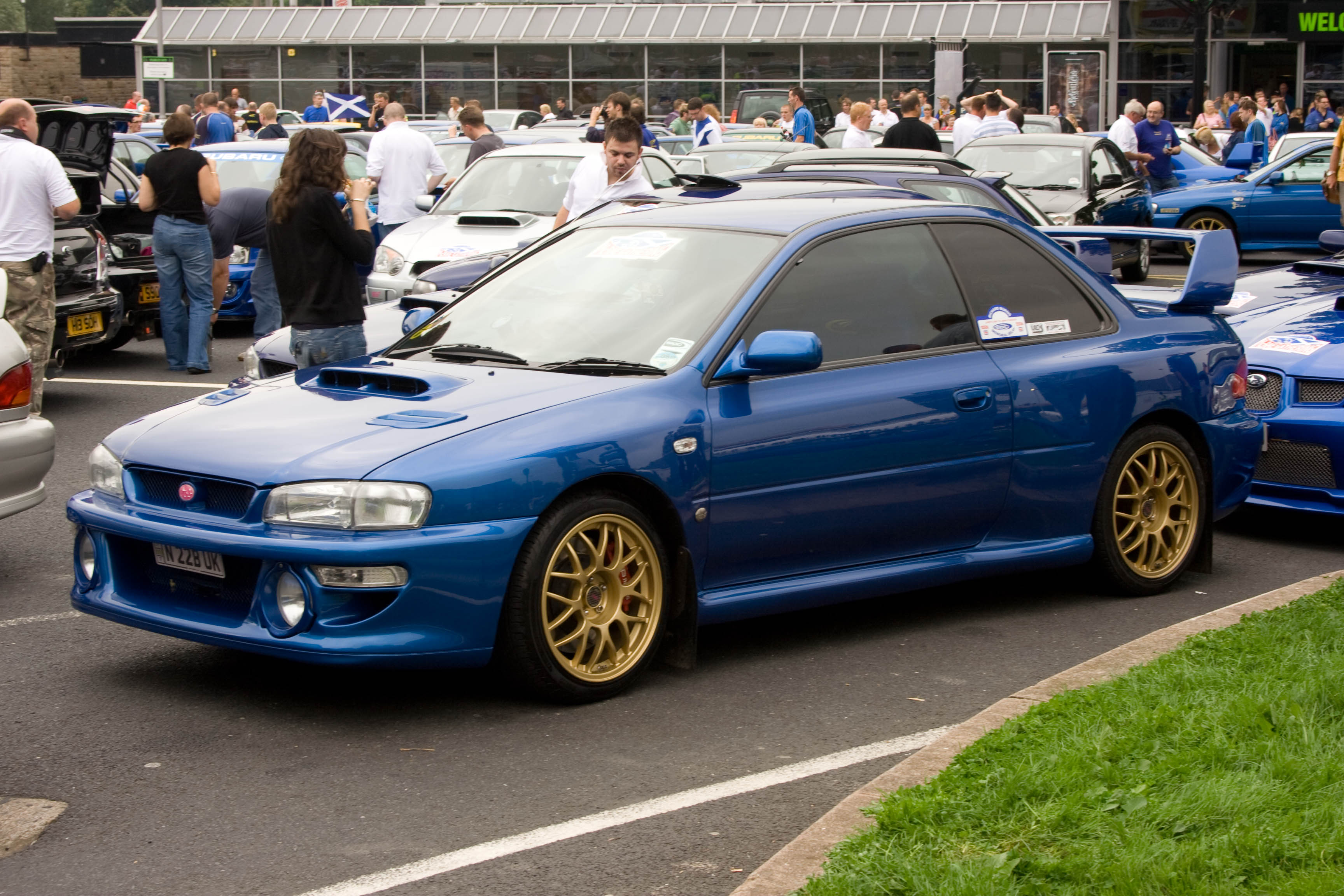
Subaru Impreza 22B STI

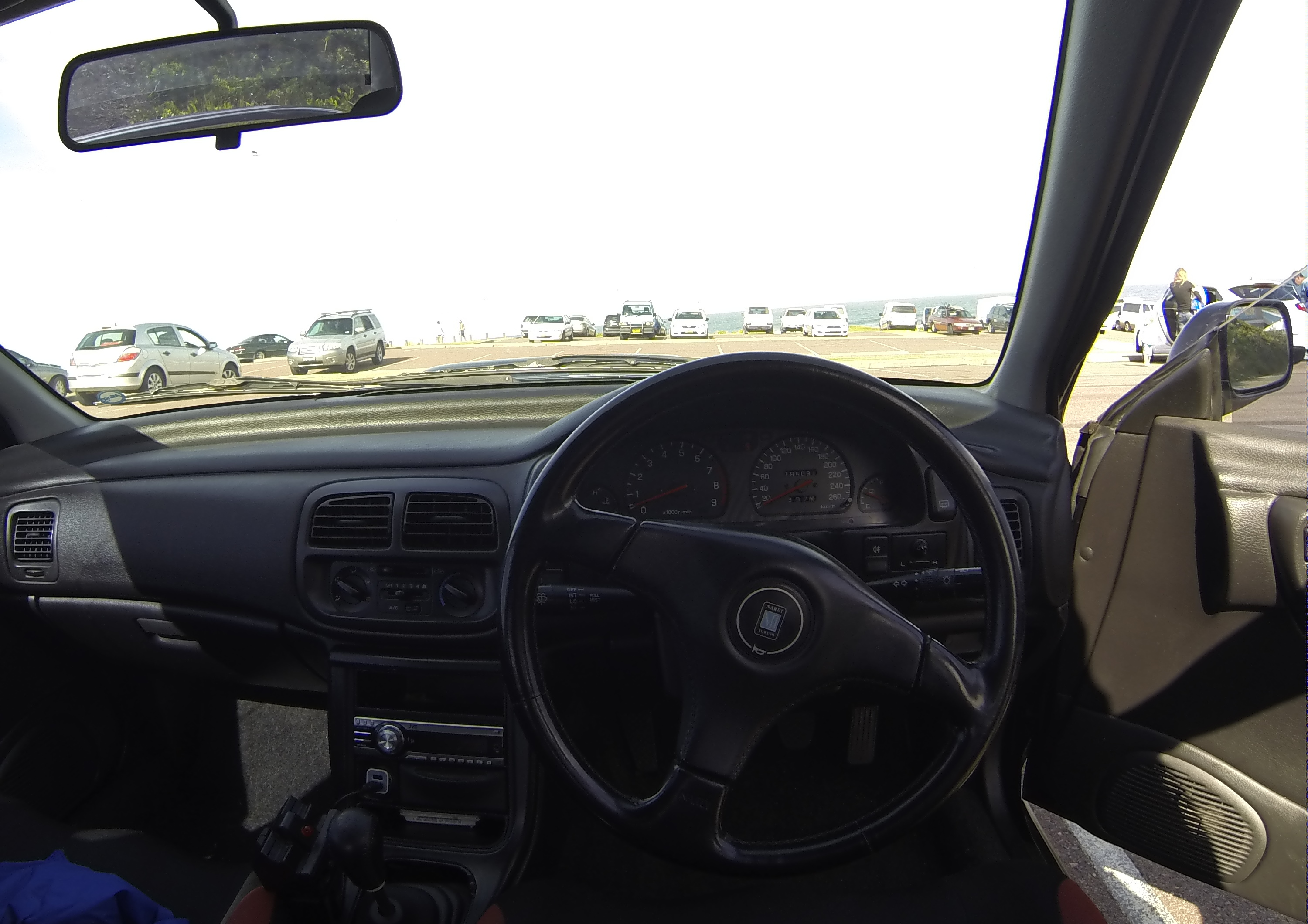
Wnętrze Subaru Impreza WRX

Początkowo auto dostępne było z silnikami wolnossącymi (wersja GL) o pojemnościach 1.6, 1.8 i 2.0 litrów. Tradycyjnie dla marki Subaru, wszystkie te silniki skonstruowano w układzie przeciwsobnym (bokser). W większości modeli napęd przenoszony jest na obie osie za pomocą centralnego dyferencjału wyposażonego w sprzęgło wiskotyczne. Standardowo dobrze wyposażone (m.in. hamulce wzbogacone o czteroczujnikowy i czterokanałowy system ABS, elektrycznie sterowane szyby i lusterka, wersja kombi z reduktorem) auto przeznaczone dla segmentu C miało pozostawiać niezatarte wrażenie (ang. to impress), stąd m.in. tłumaczy się nazwę modelu. Pożądany rozgłos przyniosła Imprezie wersja z silnikiem turbodoładowanym, która powstała aby zastąpić w Rajdowych Mistrzostwach Świata starzejący się model Legacy.

### Modele europejskie
Na rynku europejskim pierwsze Subaru Impreza z silnikiem turbodoładowanym o pojemności skokowej 2 litrów pojawiło się w roku 1994 pod nazwą Subaru Impreza GT. Była to dostosowana do europejskich warunków i zasad ubezpieczeniowych wersja japońskiej Subaru Impreza WRX. Na przełomie lat 1994–1997 w wersji europejskiej klienci mieli do dyspozycji dwulitrowy silnik o mocy 208 KM. Oprócz mocy, mniejszej niż w japońskiej Imprezie WRX, Impreza Turbo miała twardsze od japońskiego odpowiednika zawieszenie (zmieniono amortyzatory i zastosowano grubsze stabilizatory).
Nadwozie zostało wyposażone w zintegrowany ze zderzakiem przednim głęboki spojler, z bardzo dużymi integralnymi reflektorami, tylną lotkę o zróżnicowanej wielkości, charakterystyczny dla konfiguracji silników Subaru chwyt powietrza do chłodnicy powietrza doładowującego na masce, dodatkowe (fabrycznie zaślepione) otwory wentylujące komorę silnika i listwy boczne.
W roku 1997 firma wprowadziła na rynek silnik o mocy 211 KM, który pozwalał osiągnąć 100 km/h w 6 sekund. Model ten wyposażono też w zmodyfikowane w stosunku do poprzednika nadwozie. Zaostrzono nieco linię przodu, zmieniając m.in. maskę, reflektory przednie, atrapę chłodnicy. We wnętrzu dodano nowe fotele kubełkowe i inną tapicerkę. W 1998 roku ponownie zmodyfikowano wygląd. Dodano białe wskaźniki i cyfrowy licznik przebiegu, kierownicę marki MOMO, montowano 16 calowe, aluminiowe koła. W roku 1999 zwiększono moc silnika do 218 KM oraz dodano do wersji turbo nowe, czterotłoczkowe zaciski hamulcowe współpracujące z tarczami o powiększonej średnicy. Jako wyposażenie dodatkowe dostępne były nowe spojlery przedni oraz tylny, wyprodukowane przez firmę Prodrive. Pojawiły się też lusterka w kolorze nadwozia, zaś reflektory przeciwmgłowe i główne zostały ukryte za kloszami z gładkiego szkła, nadającego auto nieco bardziej nowoczesny wygląd. Pojawiły się też egzemplarze fabrycznie pozbawione systemu klimatyzacji, ABS i poduszek powietrznych, ułatwiające niezależnym zespołom budowę samochodu rajdowego. Pod koniec produkcji również występował silnik dwulitrowy 16V GD o mocy 125 kM.
W czasie, gdy Impreza pierwszej generacji oferowana była na rynku europejskim, pojawiło się kilka wersji specjalnych tego auta. Pierwszą z nich był model McRae Special Edition, wyprodukowany w 1995 roku dla uczczenia dokonań Colina McRae podczas rajdu RAC. Kolejnym modelem była Impreza Catalunya (okazją było zdobycie przez zespół Subaru tytułu Mistrza Świata Producentów). W roku 1998, dla uczczenia trzeciego z rzędu tytułu Mistrza Świata Producentów, Subaru wypuściło model Impreza Terzo (wł. „trzeci”). Kolejnym modelem specjalnym był RB5 („Richard Burns 5” – z takim numerem ten kierowca rajdowych Mistrzostw Świata jeździł w barwach Subaru). Wszystkie te modele nie różniły się niczym poza ozdobnikami od powszechnie dostępnych – jedynie do wersji RB5 można było zamówić pakiet WR, podnoszący moc silnika do 240 KM. Dopiero Impreza P1, zbudowana w 1999 na bazie dwudrzwiowego sedana przez firmę Prodrive na zamówienie importera – Subaru (UK) Limited, miała silnik o mocy 280 KM oraz liczne usprawnienia (dostosowane do szybkiej jazdy po krętych i wyboistych drogach zawieszenie, wzmocnione hamulce), które nadawały jej charakter prawdziwej edycji specjalnej.

### Modele japońskie
Poza odpowiednikami wersji europejskich, Subaru oferowało w Japonii Imprezy niedostępne w Europie i USA. Różnice ujawniają się przede wszystkim w autach z silnikami turbodoładowanymi. W przeciwieństwie do wersji europejskich, osiągały one moc od 250 do 280 KM. Również tylko dla rynku japońskiego zarezerwowano wersje STI (Subaru Tecnica International), które poddane były fabrycznemu tuningowi. Modele STI, produkowane przez sześć generacji, wykazują się zmienionymi elementami osprzętu silnika, usportowionym zawieszeniem i hamulcami. Auta oznaczane jako STI Type-R bazowały na dwudrzwiowej karoserii Imprezy, i dzięki niewielkiej masie własnej, centralnemu mechanizmowi różnicowemu o regulowanej sile spięcia osi oraz silnikowi o dużym momencie obrotowym wykazywały się osiągami na miarę supersamochodów (przyspieszenie do 100 km/h w mniej niż 5 sekund).
Interesującym modelem Imprezy, który mógł przyspieszyć prace nad SUV-em Forester była Impreza Gravel Express. Była to uterenowiona podwyższona, turbodoładowana Impreza kombi, z dodatkowymi rurowymi zabezpieczeniami przodu i tyłu auta, oraz szerokimi ochronnymi listwami na drzwiach.
Wśród aut przeznaczonych na rynek japoński pojawiło się wiele modeli specjalnych, wyprodukowanych w krótkich seriach. Były to wspomniany STI Type-R, przeznaczony wyłącznie do budowania na jego bazie samochodów rajdowych model WRX RA, pozbawiony materiałów wygłuszających i wyprodukowany z cieńszej blachy, z odsłoniętymi miejscami mocowania klatki bezpieczeństwa, WRX RA-STI będący jego wersją z najmocniejszym dostępnym seryjnie silnikiem, oraz kultowy model STi 22B. Ten ostatni, wyprodukowany w 401 egzemplarzach, charakteryzował się silnikiem o pojemności 2,2 l i mocy 280 KM, poszerzonym dwudrzwiowym nadwoziem i wyczynowym zawieszeniem wyprodukowanym przez niemiecką firmę Bilstein. STi 22B uznawany jest za szczytowe osiągnięcie w rozwoju platformy GC.

### Modele amerykańskie
W Stanach Zjednoczonych największą popularnością cieszyły się najtańsze wersje typu GC, napędzane silnikiem 1.6l. Typ GC nie był oferowany w USA z silnikami turbodoładowanymi, ze względu na niemożność spełnienia przez te silniki kalifornijskich norm emisji substancji szkodliwych w spalinach. Częstą praktyką kupujących była rezygnacja z napędu na 4 koła na rzecz tańszych wersji z napędem na przednią oś. Stosunkowo popularna była również wersja dwudrzwiowa. Wraz z sukcesami w Rajdowych Samochodowych Mistrzostwach Świata, Subaru wprowadzało na rynek amerykański mocniejsze wersje silnikowe, w tym wolnossący, 160-konny silnik o pojemności 2.5 litra, do dziś stosowany w różnych pojazdach tej marki. Odpowiednikiem japońskiego „Gravel Express” była wyprodukowana w niewielkiej ilości na rynek amerykański Impreza Outback – jednak również ten model pozbawiono silnika turbo.
Dobra sprzedaż dwudrzwiowego sedana oznaczonego jako Impreza RS, do złudzenia przypominającego japońską, sportową wersję Type-R (jednak bez turbosprężarki) była powodem, dla którego Subaru zdecydowało się wprowadzić na rynek amerykański silniki turbodoładowane po wyposażeniu ich w dodatkowe katalizatory. Nastąpiło to wraz z pojawieniem się nowej generacji nadwozia Imprezy.

### Dane techniczne
| Wersja            | Silnik                           | Układ zasilania   | Średnica × skok tłoka | St. sprężania     | Moc maksymalna                     | Maks. moment obrotowy      | 0–100 km/h        | V-max             |
| Silniki benzynowe | Silniki benzynowe                | Silniki benzynowe | Silniki benzynowe     | Silniki benzynowe | Silniki benzynowe                  | Silniki benzynowe          | Silniki benzynowe | Silniki benzynowe |
| ----------------- | -------------------------------- | ----------------- | --------------------- | ----------------- | ---------------------------------- | -------------------------- | ----------------- | ----------------- |
| 1.5               | B4 1,5 l (1493 cm³), SOHC        | wtrysk EFi        | 85,00 × 65,80 mm      | 9,4:1             | 97 KM (72 kW) przy 6000 obr./min   | 129 N·m przy 4500 obr./min | b.d.              | b.d.              |
| 1.6               | B4 1,6 l (1597 cm³), SOHC        | wtrysk EFi        | 87,90 × 65,80 mm      | 9,4:1             | 100 KM (74 kW) przy 6000 obr./min  | 138 N·m przy 4500 obr./min | b.d.              | b.d.              |
| 1.6 GL            | B4 1,6 l (1597 cm³), SOHC        | wtrysk EFi        | 87,90 × 65,80 mm      | 9,7:1             | 90 KM (66 kW) przy 5600 obr./min   | 137 N·m przy 4000 obr./min | 12,7 s            | 170 km/h          |
| 1.8               | B4 1,8 l (1820 cm³), SOHC        | wtrysk EFi        | 87,90 × 75,00 mm      | 9,5:1             | 115 KM (84 kW) przy 6000 obr./min  | 154 N·m przy 4500 obr./min | b.d.              | b.d.              |
| 2.0 GL            | B4 2,0 l (1994 cm³), DOHC        | wtrysk EFi        | 92,00 × 75,00 mm      | 9,7:1             | 115 KM (84 kW) przy 5600 obr./min  | 172 N·m przy 4000 obr./min | 9,7 s             | 195 km/h          |
| 2.0 Turbo         | B4 2,0 l (1994 cm³), DOHC, turbo | wtrysk EFi        | 92,00 × 75,00 mm      | b.d.              | 211 KM (155 kW) przy 6000 obr./min | 290 N·m przy 4800 obr./min | 5,8 s             | 220 km/h          |
| 2.0 WRX           | B4 2,0 l (1994 cm³), DOHC, turbo | wtrysk EFi        | 92,00 × 75,00 mm      | 8,5:1             | 240 KM (177 kW) przy 6000 obr./min | 304 N·m przy 5000 obr./min | b.d.              | b.d.              |
| 2.0 P1            | B4 2,0 l (1994 cm³), DOHC, turbo | wtrysk EFi        | 92,00 × 75,00 mm      | 8,0:1             | 280 KM (206 kW) przy 6500 obr./min | 343 N·m przy 4000 obr./min | 4,7 s             | 250 km/h          |
| 2.2 22B STi       | B4 2,2 l (2212 cm³), DOHC, turbo | wtrysk EFi        | 96,90 × 75,00 mm      | 8,0:1             | 280 KM (206 kW) przy 6000 obr./min | 363 N·m przy 3200 obr./min | 5,3 s             | 248 km/h          |
| 2.5 RS            | B4 2,5 l (2457 cm³), SOHC        | wtrysk EFi        | 99,50 × 79,00 mm      | 9,7:1             | 167 KM (123 kW) przy 5600 obr./min | 220 N·m przy 4000 obr./min | 8,3 s             | 200 km/h          |

## Subaru Impreza II
Subaru Impreza II zostało po raz pierwszy zaprezentowane w 2000 roku.

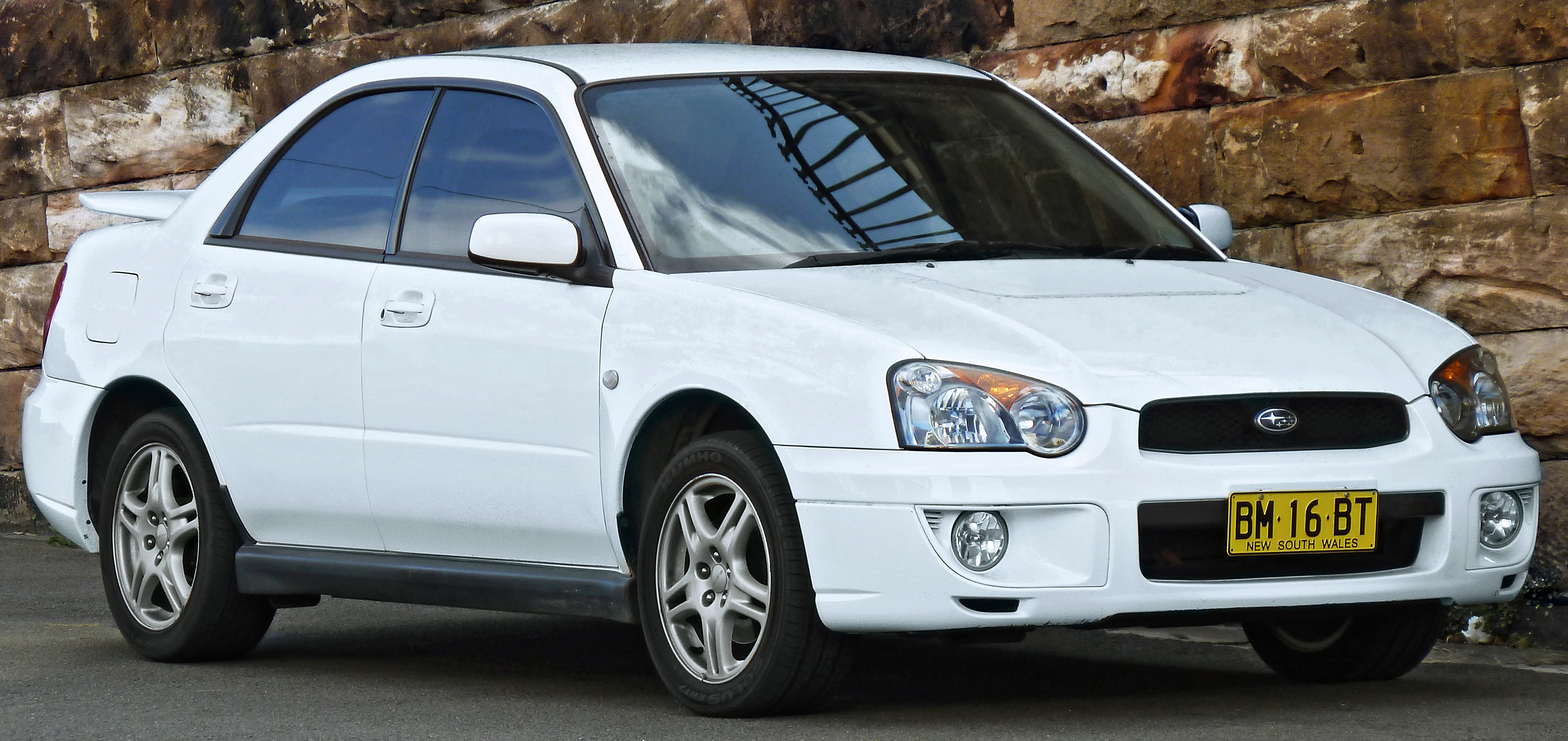
Subaru Impreza II RS sedan po pierwszym liftingu

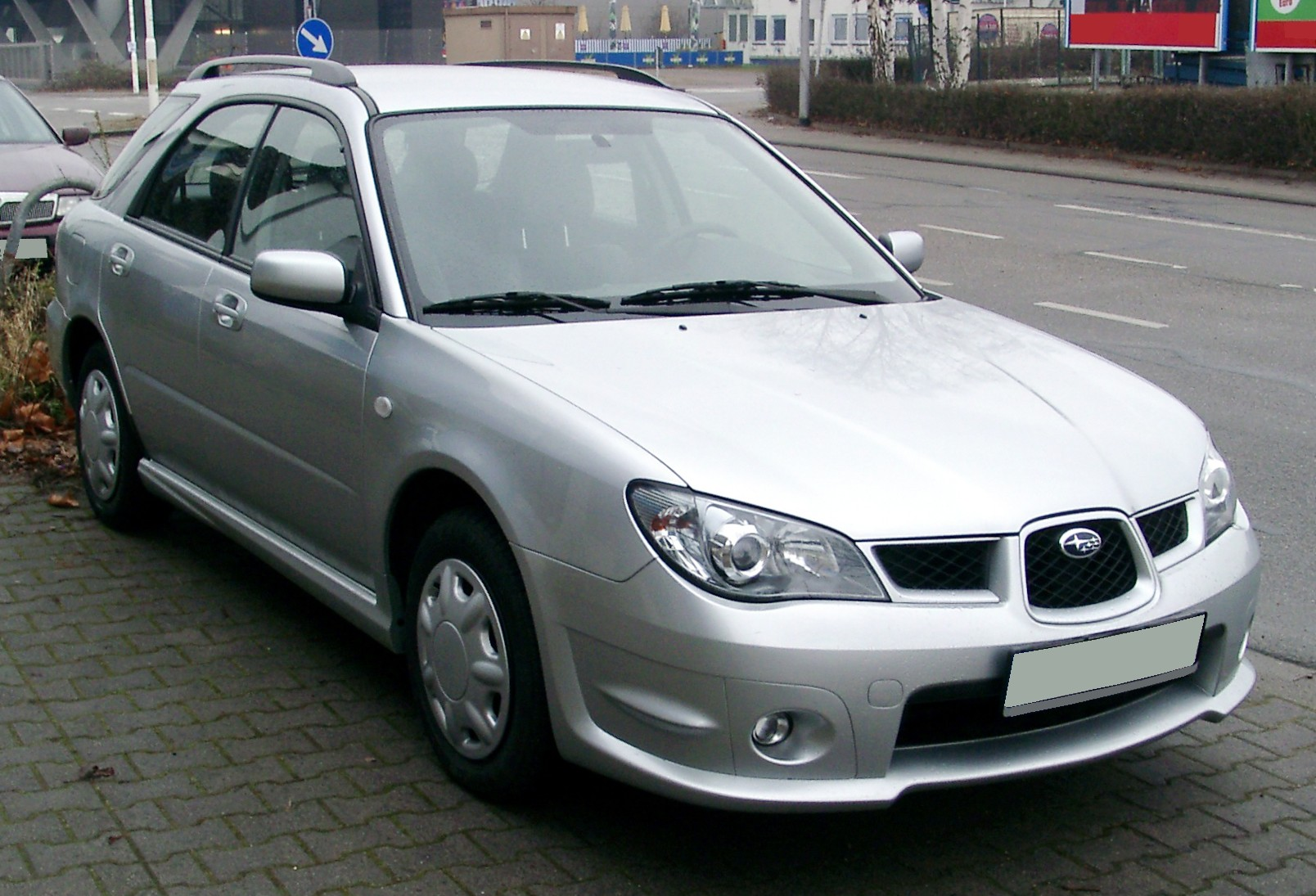
Subaru Impreza II kombi po drugim liftingu

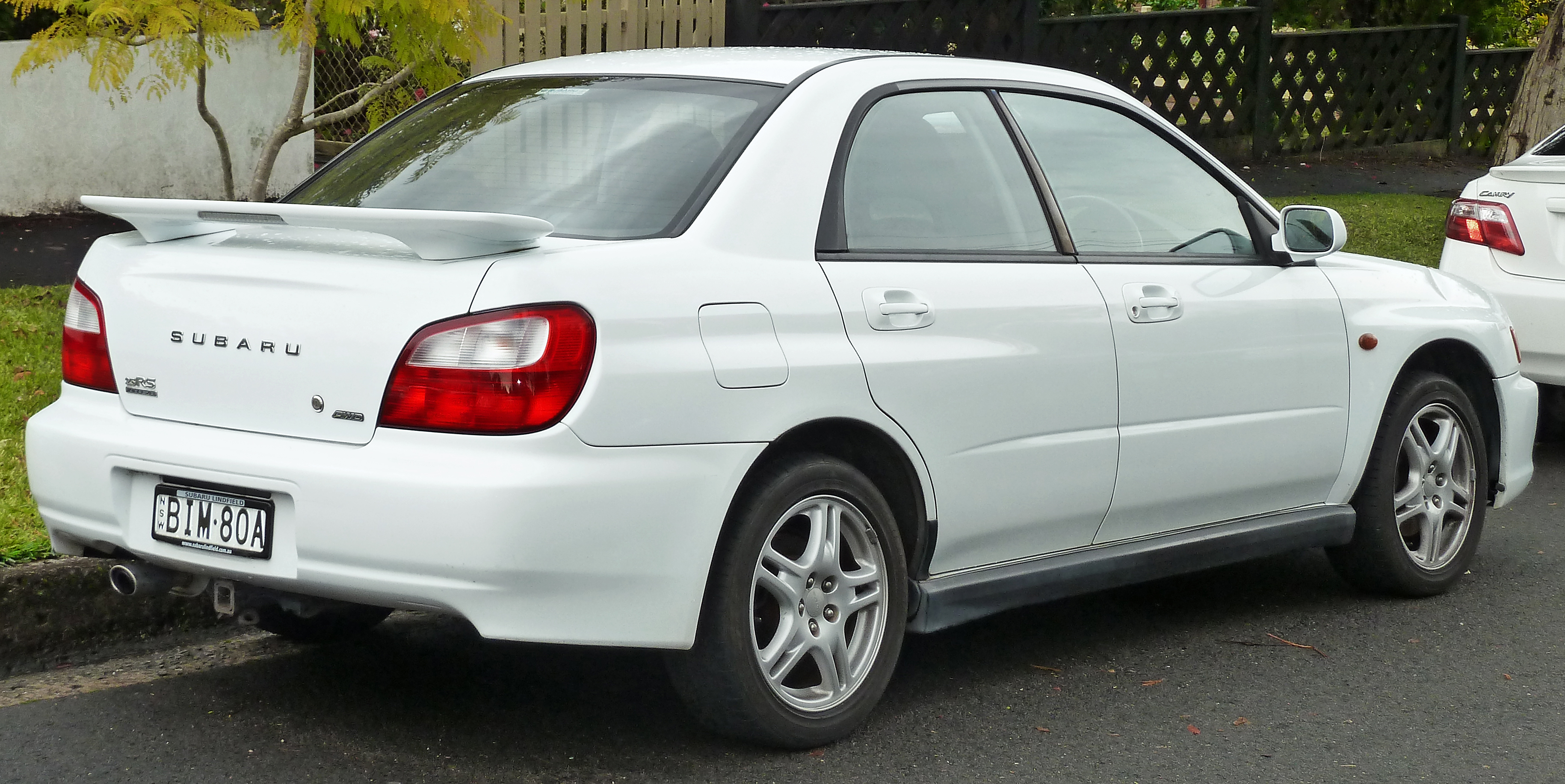
Tył Imprezy II RS sedan przed pierwszym liftingiem

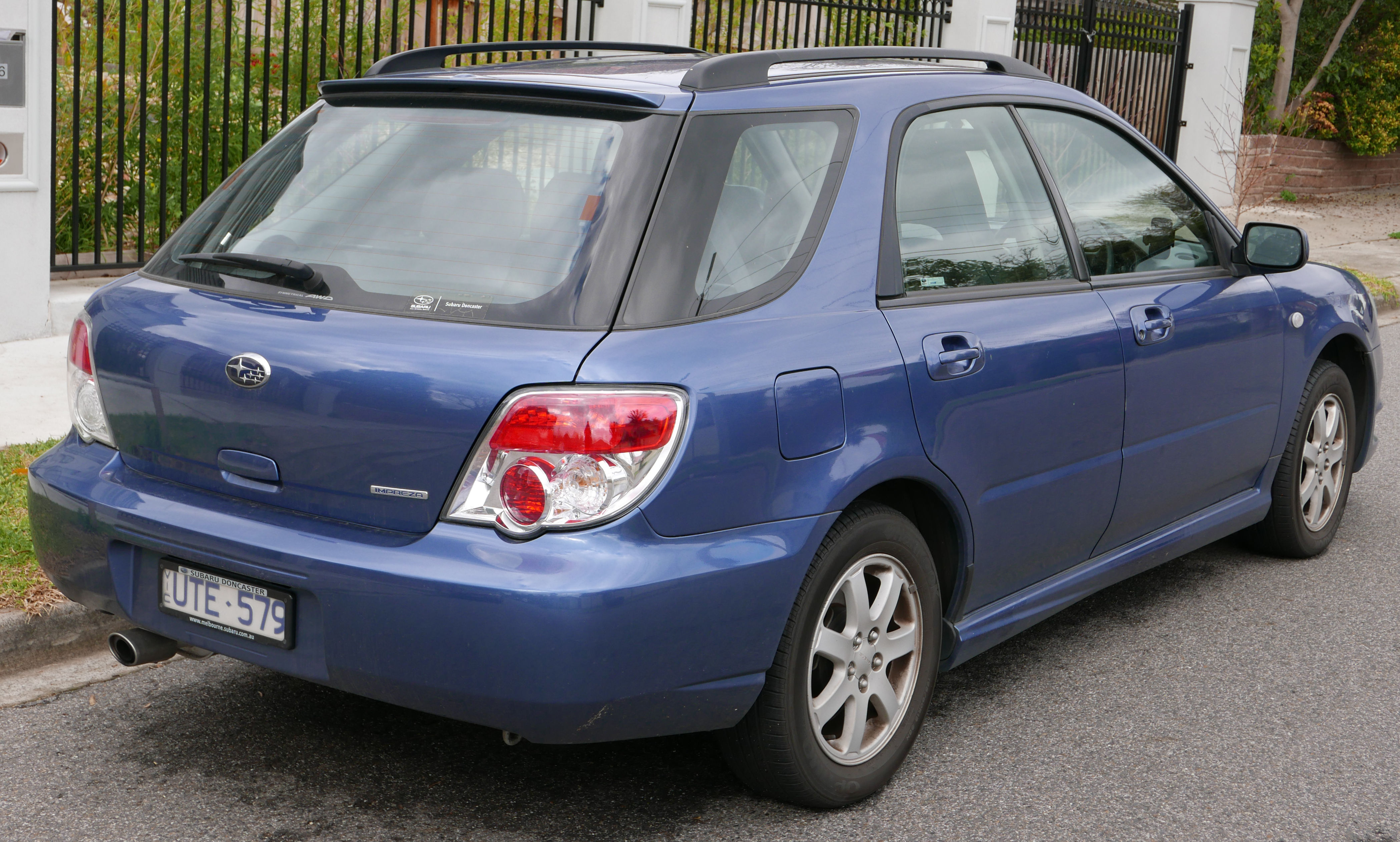
Tył Imprezy II kombi po drugim liftingu

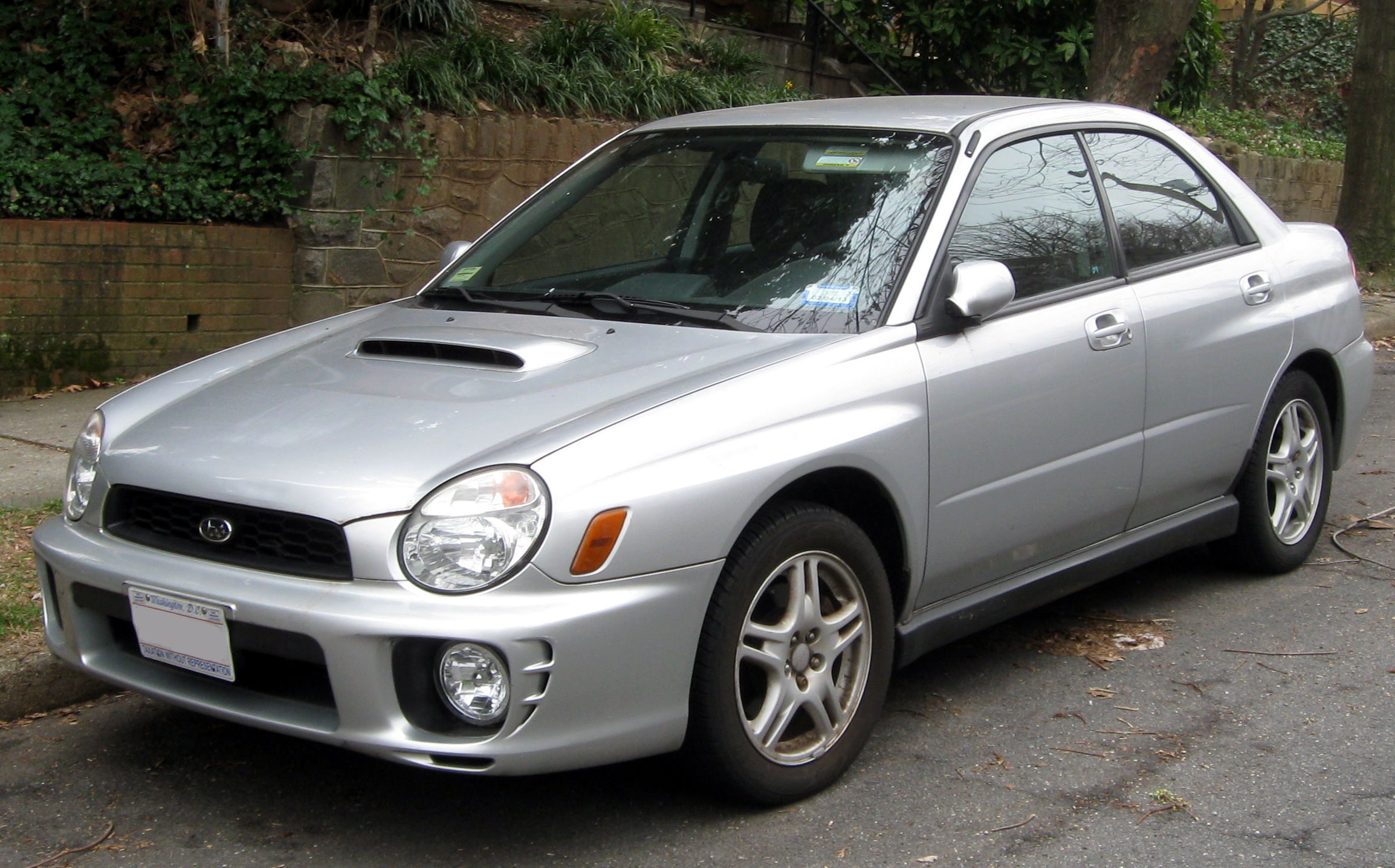
Subaru Impreza II WRX

Pojazd wyróżnia się od pierwszej generacji modelu głównie stylizacją. Wnętrze oraz nadwozie zostały zaprojektowane od podstaw, a model oznaczany jest od tej pory jako GDA (sedan) lub GDB (kombi). Ujednolicono też nazwę wersji turbodoładowanej, która na całym świecie nazywa się Impreza WRX. Po raz pierwszy na starym kontynencie pojawiła się oficjalnie kultowa odmiana o jeszcze bardziej usportowionych parametrach: Subaru Impreza WRX STi (265 KM), której premiera nastąpiła we wrześniu 2001 roku. Pierwsza wersja karoserii GD zwana jest (ze względu na charakterystyczne okrągłe reflektory) bug-eye (ang. „robakooki”). Charakterystyczną cechą platformy GD jest znaczne zróżnicowanie konstrukcyjne modelu sedan i kombi. W przeciwieństwie do platformy GC, w której samochody kombi i sedan różniły się konstrukcją dopiero od linii trzeciego słupka dachowego, kombi GD jest węższe i różni się od sedana GD wszystkimi blachami nadwozia poza przednią maską.
Początkowo Impreza WRX dostępna była wyłącznie z silnikiem o mocy 218 KM, przeniesionym bezpośrednio z poprzedniego modelu. Dopiero w roku 2003, zwiększono moc silnika z WRX do 225 KM, za pomocą wymiany elektroniki sterującej. Równocześnie zrezygnowano ze wzbudzających kontrowersje okrągłych lamp przednich i zastąpiono je bardziej standardowymi lampami z charakterystyczną łezką – stąd model ten nazywany jest: blob eye (ang. „blob”: „kropla”).
W roku modelowym 2006 po raz drugi zmodyfikowano przód samochodu. Nowe reflektory przednie (nawiązujące stylistycznie do modelu Legacy) wyposażono w soczewkowe światła mijania (ksenonowe od wersji 2.0 RC wzwyż), zmieniono maskę, zderzak przedni oraz atrapę chłodnicy – ta wersja nadwozia nazywana jest hawkeye (ang. „oko jastrzębia”). Zmiany objęły również tylną część samochodu – zmodyfikowano kształt tylnych świateł i zderzaka. Największą zmianą ukrytą wewnątrz poprawionego nadwozia jest wprowadzenie do wersji 2.0 RA i RC nowych, wolnossących jednostek dwulitrowych ze zmiennymi fazami rozrządu o mocy 160 KM, a do WRX oraz WRX STI turbodoładowanych silników o pojemności 2.5 litra, znanych wcześniej tylko z rynku amerykańskiego.
Rok modelowy 2007 oprócz minimalnie zmienionych tylnych świateł oraz tylnego dyferencjału TorSen w wersji STI nie przyniósł żadnych znaczących zmian. Wprowadzono silnik o pojemności 1.5 litra i mocy 105 KM, co czyni go najsłabszą, ale jednocześnie najoszczędniejszą jednostką napędową dostępną w tym modelu.

### Modele europejskie
Na bazie platformy GD pojawiło się wiele wersji specjalnych w Europie. Pierwszą i najbardziej znaną z nich jest model SE (Solberg Edition), będący pochodną WRX STI z mocniejszym silnikiem (305 KM) i nieznacznymi zmianami stylizacyjnymi. W ostatniej wersji karoserii GD pojawił się limitowany model RB320 – dostępny wyłącznie w kolorze czarnym, wzmocniony do 320 KM samochód poświęcony pamięci zmarłego Richarda Burnsa. W wyniku współpracy firmy kierowcy rajdowego Leszka Kuzaja z polskim importerem Subaru, również w Polsce powstała wersja specjalna, nazwana SPRT (Subaru Poland Rally Team). 25 samochodów z charakterystycznymi oznaczeniami, przypominającymi kolory rajdowych samochodów zespołu Subaru, cechuje się wyczynowym zawieszeniem, silnikiem wzmocnionym do mocy ok. 320 KM i tabliczką z indywidualnym numerem, umieszczoną wewnątrz samochodu.

### Modele japońskie
Tak jak w przypadku poprzednika, również platforma GD doczekała się modeli specjalnych, dostępnych wyłącznie na rynek japoński. W znakomitej większości są to samochody przeznaczone do wyczynu, pozbawione zbędnych luksusów (Spec-C, Type RA), w których stosowane są najnowocześniejsze rozwiązania technologiczne – tytanowo-kompozytowe turbosprężarki, wyrafinowane modyfikacje zawieszeń i hamulców oraz zmiany w karoserii (eliminacja nieużywanych w sporcie foteli, lekkie materiały). Wyjątkiem jest Impreza WRX STI A-line – model, w którym do minimum wyeliminowano agresywne spoilery i inne oznaki sportowego charakteru samochodu. Jej odpowiednikiem na rynku brytyjskim była Impreza Spec-D („specyfikacja dyskretna”). Takie rozwiązanie podyktowane było ilością klientów, którzy zainteresowani byli kupnem samochodu o sportowych parametrach, jednak nie decydowali się na zakup Imprezy ze względu na deprecjację jej publicznego obrazu i niechęć do identyfikacji z jej użytkownikami, których profil stopniowo zmieniał się w kierunku zwolenników bezkrytycznego tuningu, również zewnętrznego.

### Modele amerykańskie
Wprowadzenie turbodoładowanej Imprezy było wyczekiwane w Stanach Zjednoczonych z dużym zainteresowaniem, a auto przyjęte zostało przy aplauzie prasy i użytkowników. Rynek USA jako pierwszy otrzymał model STI z silnikiem o pojemności 2,5 litra i mocy 300 KM. Wprawdzie samochody z rynku USA tylko nieznacznie różnią się od swoich europejskich odpowiedników, jednak fundamentalną różnicą w stosunku do reszty świata był montaż w wersji WRX aż do roku 2003 dwutłoczkowych przednich i jednotłoczkowych tylnych hamulców pochodzących z platformy GC z roku 1998.

## Subaru Impreza III
Subaru Impreza III zostało po raz pierwszy zaprezentowane podczas targów motoryzacyjnych w Nowym Jorku w 2007 roku.
.

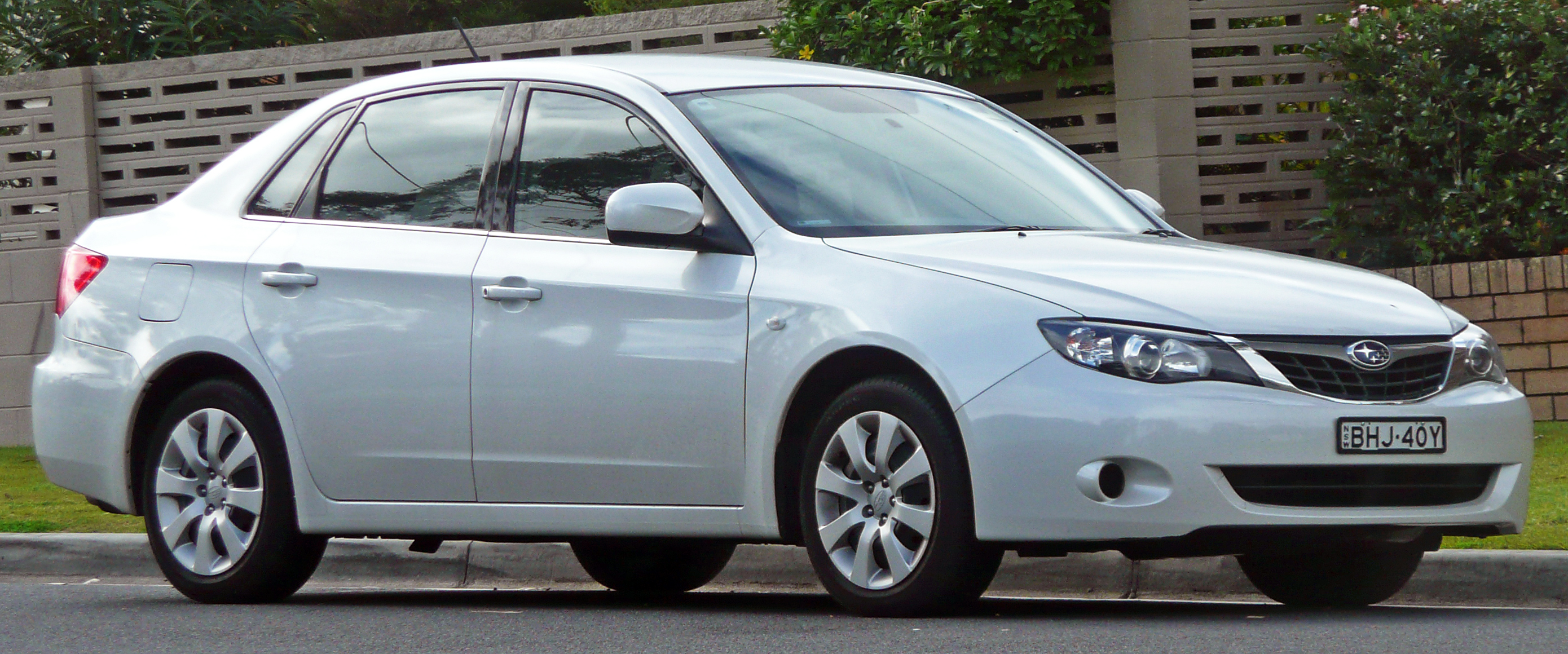
Subaru Impreza III sedan

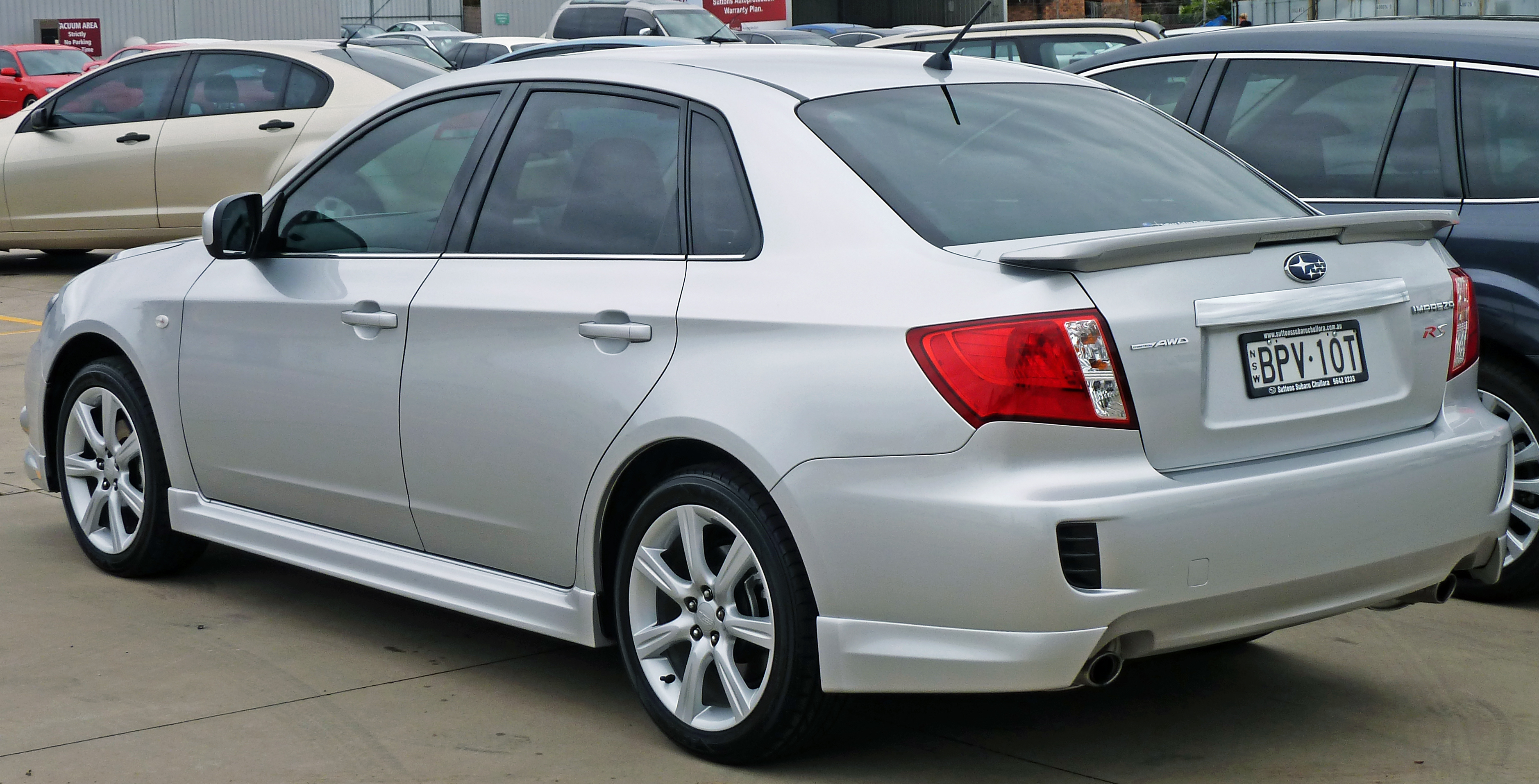
Tył Subaru Impreza III RS sedan

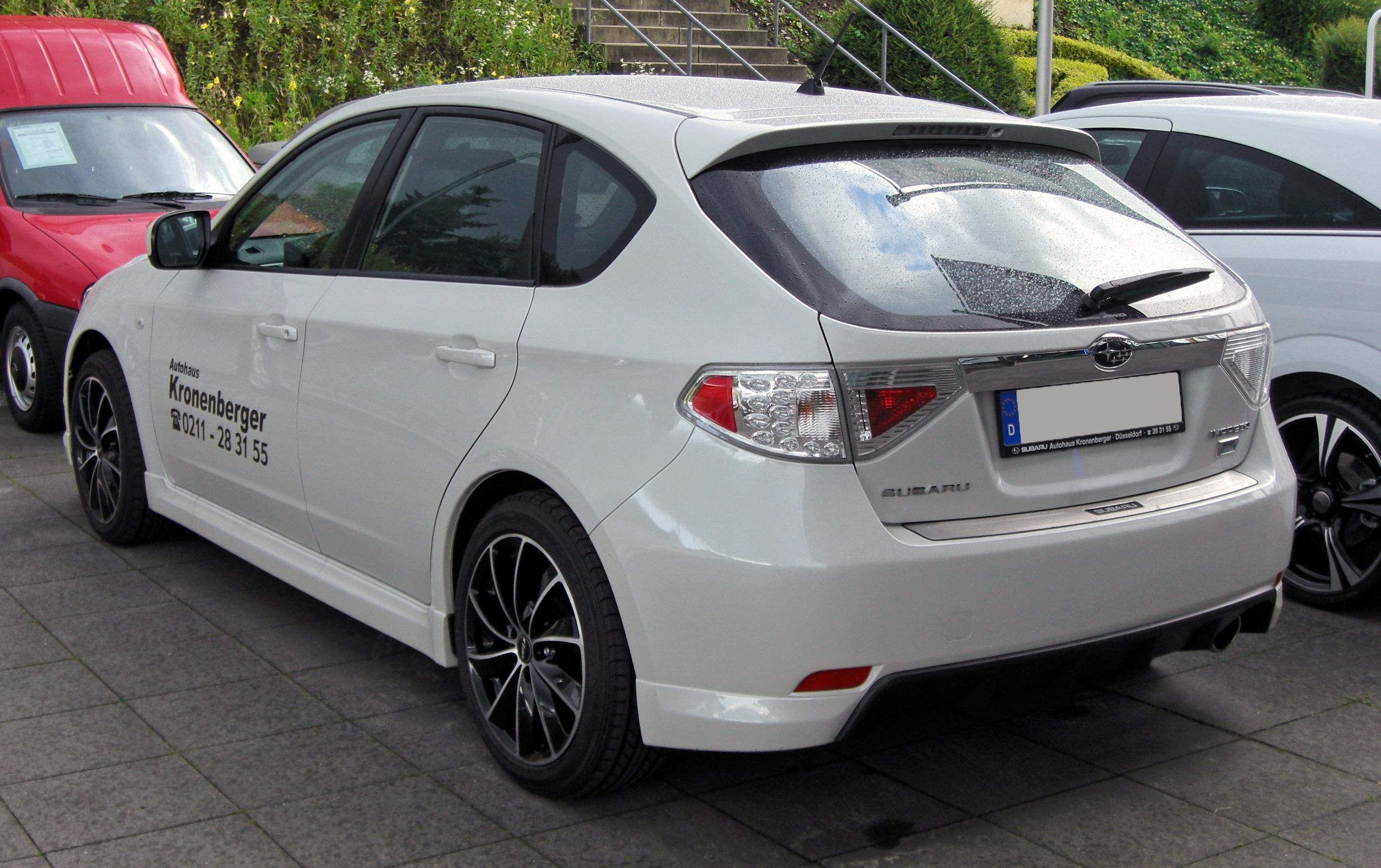
Tył Subaru Impreza III hatchback

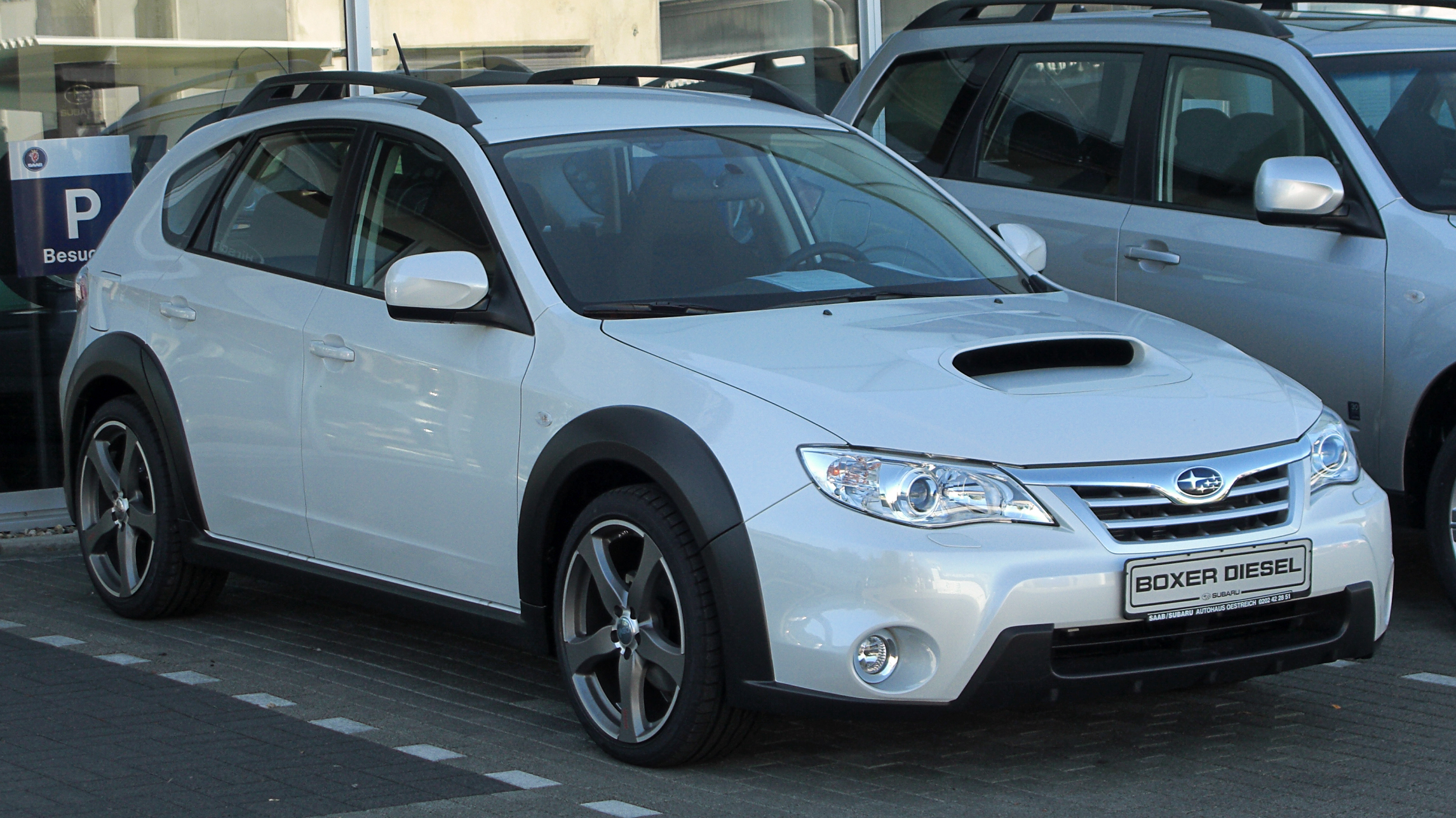
Subaru Impreza XV

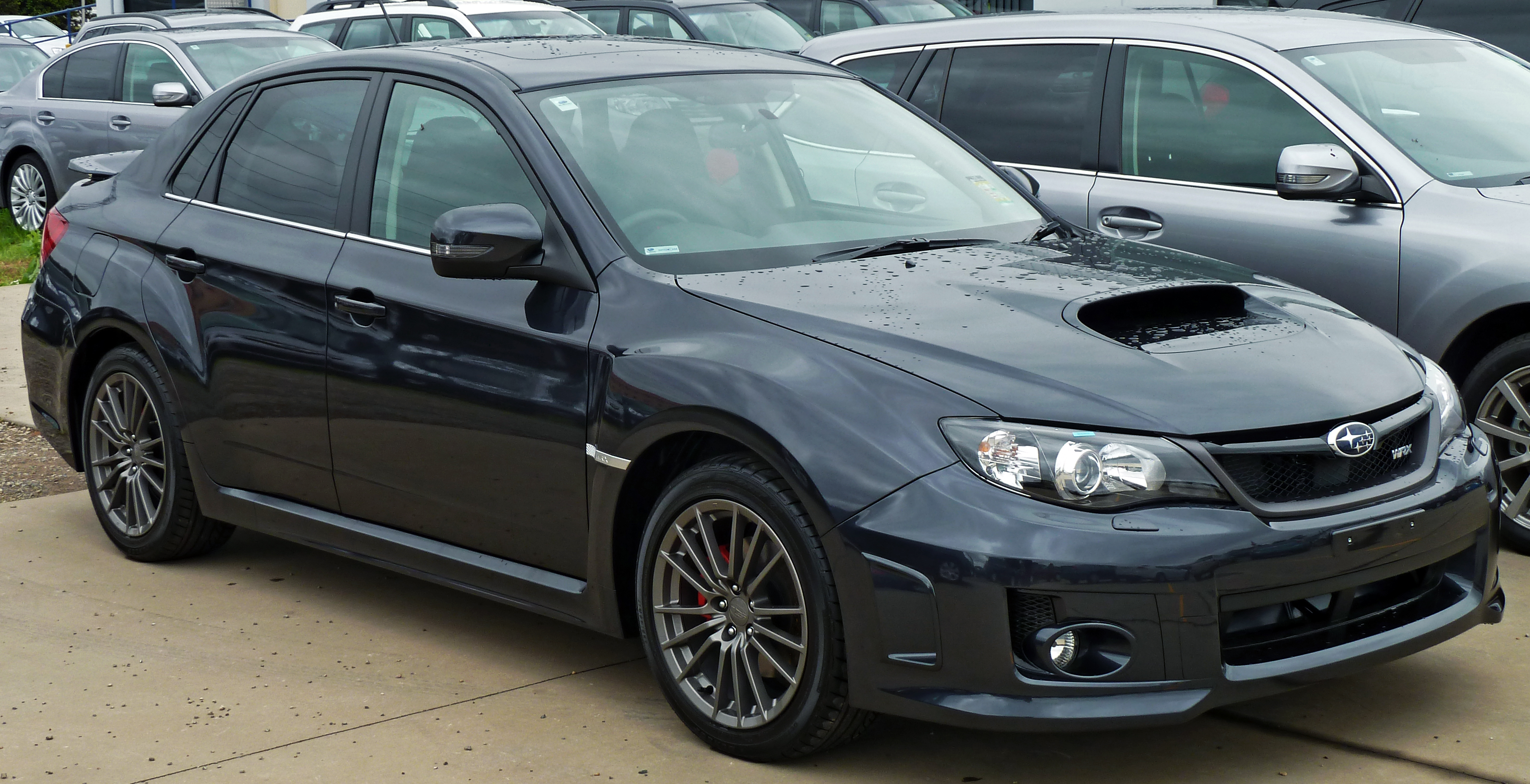
Subaru Impreza III WRX

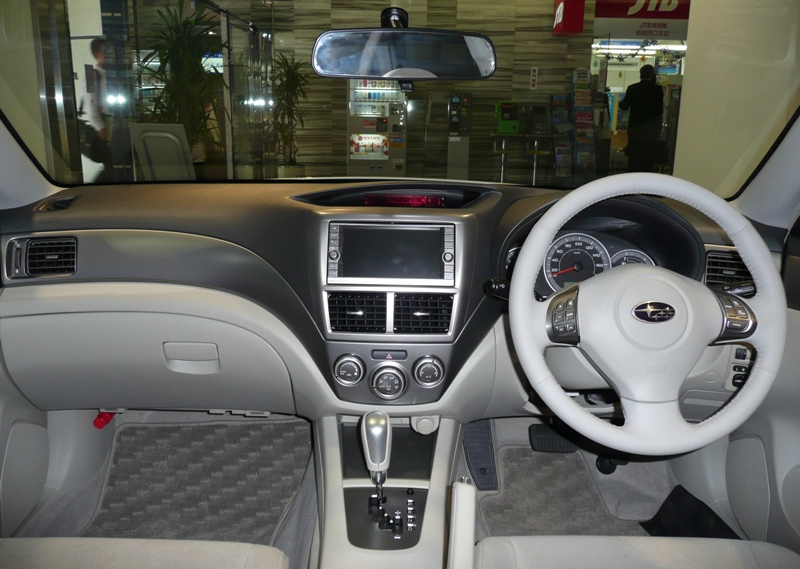
Wnętrze Subaru Impreza III

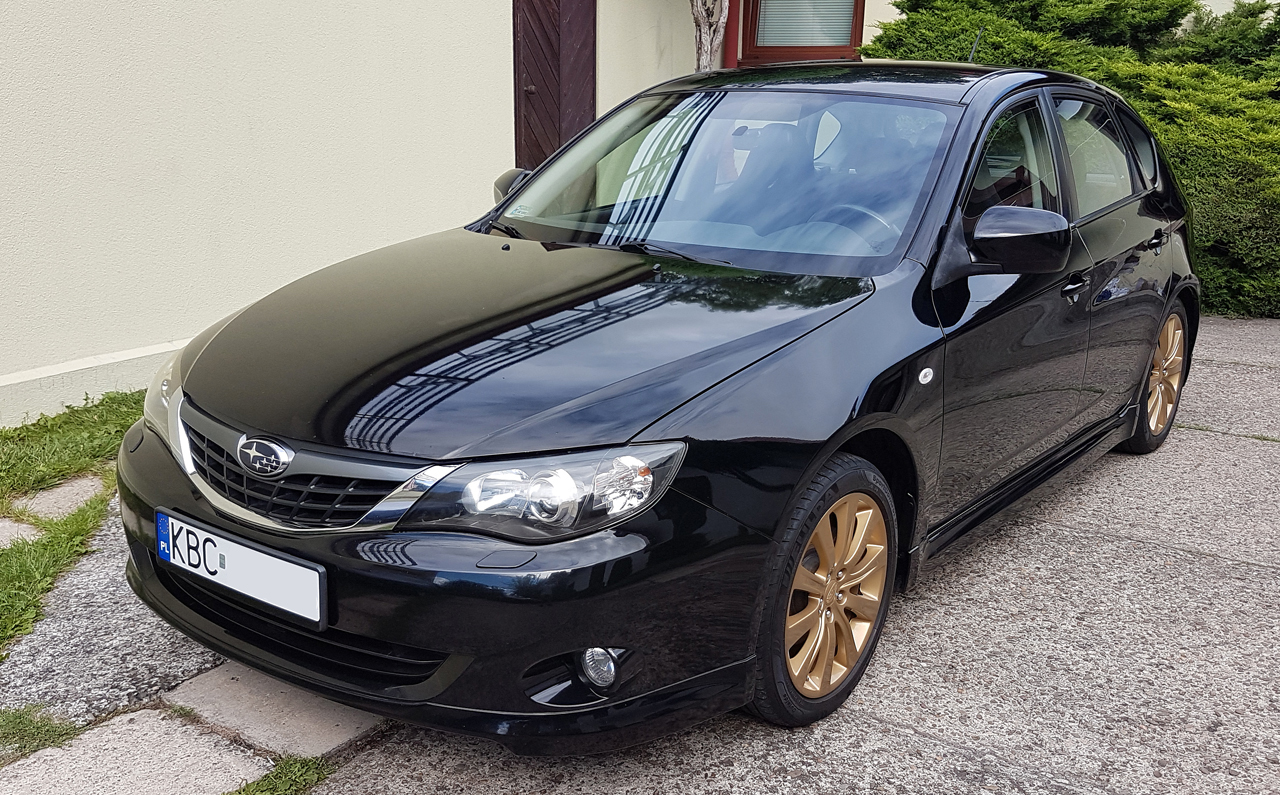
Subaru Impreza R Sport

W 2010 roku wprowadzono wersję sedan pojazdu.

### Silniki
Benzynowe:
- 1.5 R (107 KM)
- 2.0 R/RS/XV (150 KM)
- 2.5 WRX (265 KM)
- 2.5 WRX STi (300 KM)

Wysokoprężne:
- 2.0 D/D XV (150 KM)

## Subaru Impreza IV
Subaru Impreza IV został po raz pierwszy zaprezentowany podczas targów motoryzacyjnych w Nowym Jorku.

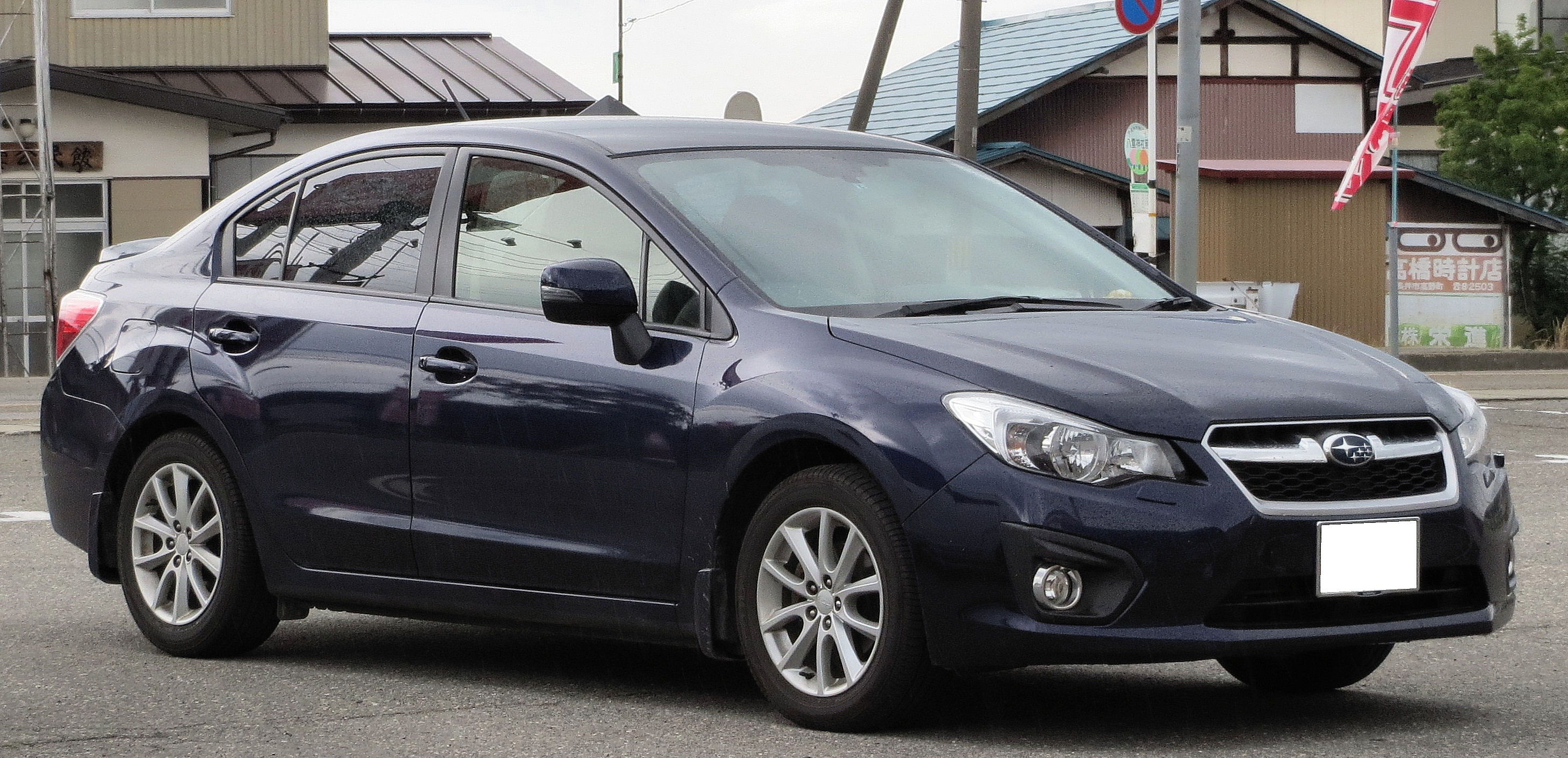
Subaru Impreza IV sedan

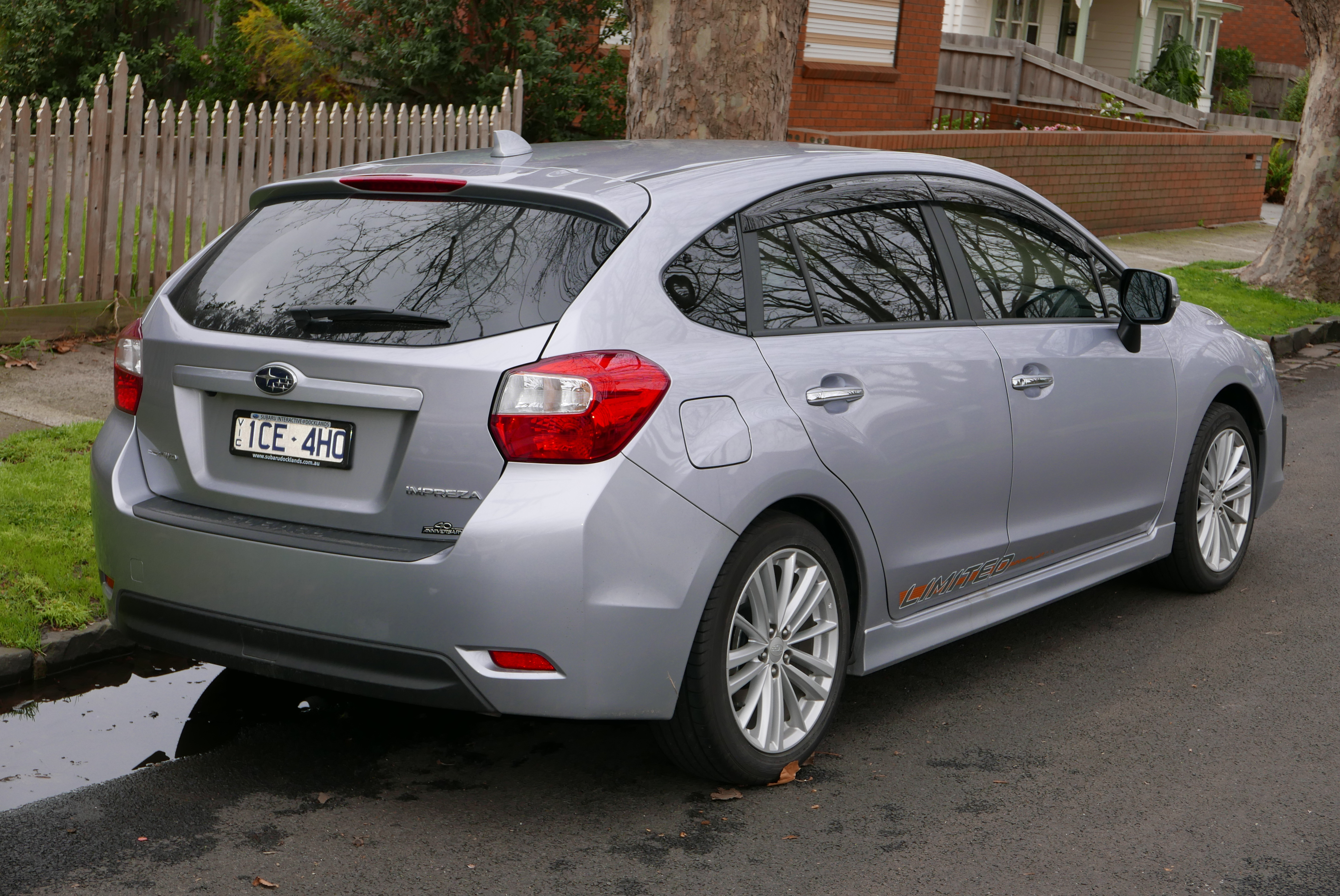
Tył Subaru Impreza IV hatchback

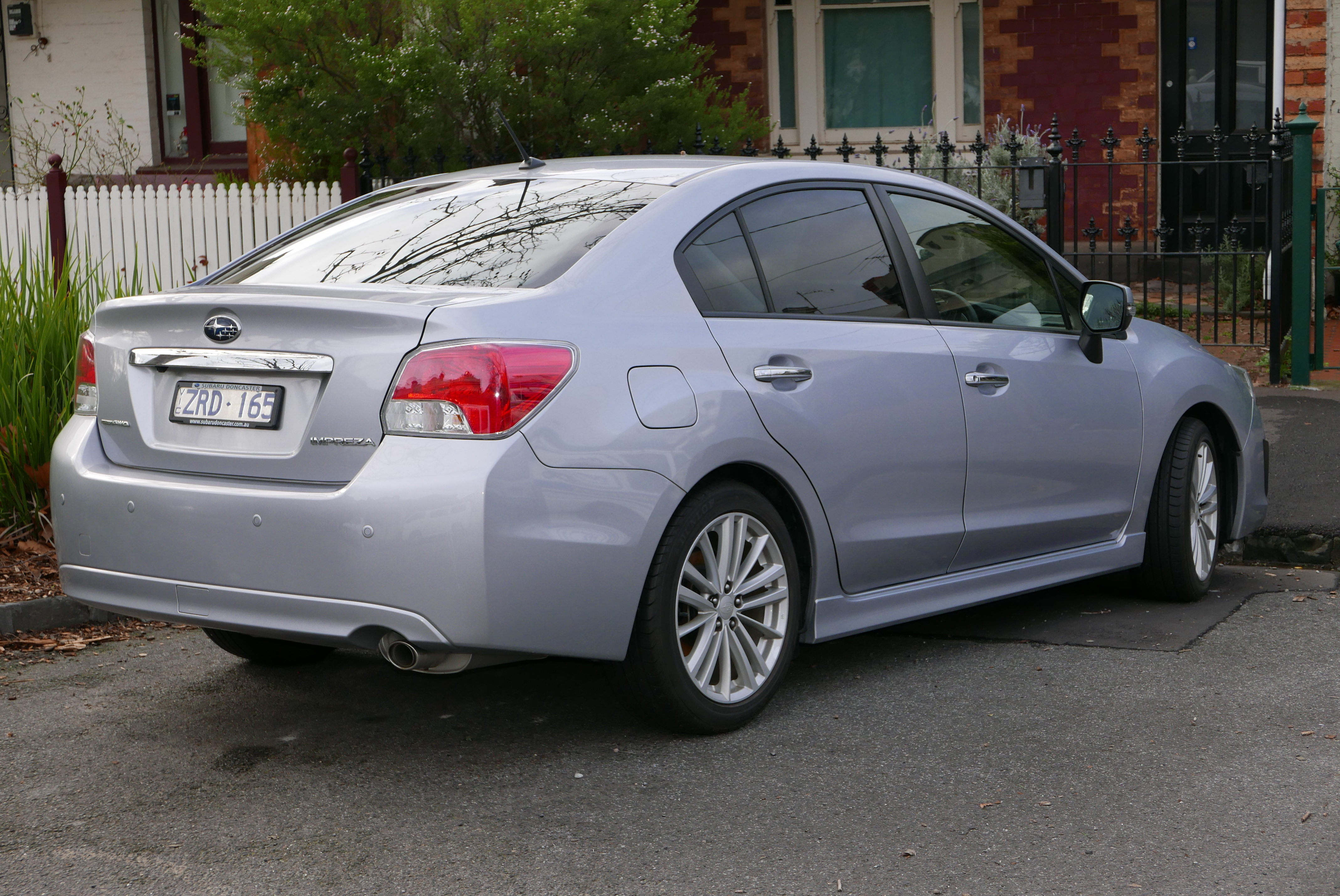
Tył Subaru Impreza IV sedan

W 2011 roku podczas targów motoryzacyjnych we Frankfurcie zaprezentowano uterenowioną odmianę modelu o nazwie Impreza XV, który wprowadzony został na rynek jako crossover pod nazwą XV. W listopadzie 2013 pojawiła się wersja WRX. Subaru postanowiło sprzedawać ten pojazd jako osobny model, dlatego z nazwy zniknęła Impreza. Subaru WRX zostało jednak zbudowano na bazie Imprezy sedan. Różnice dotyczą napędu oraz detali stylistycznych: inne są światła przednie i tylne, zderzaki, klapa bagażnika, ale identyczna płyta podłogowa i linia boczna.

## Subaru Impreza V

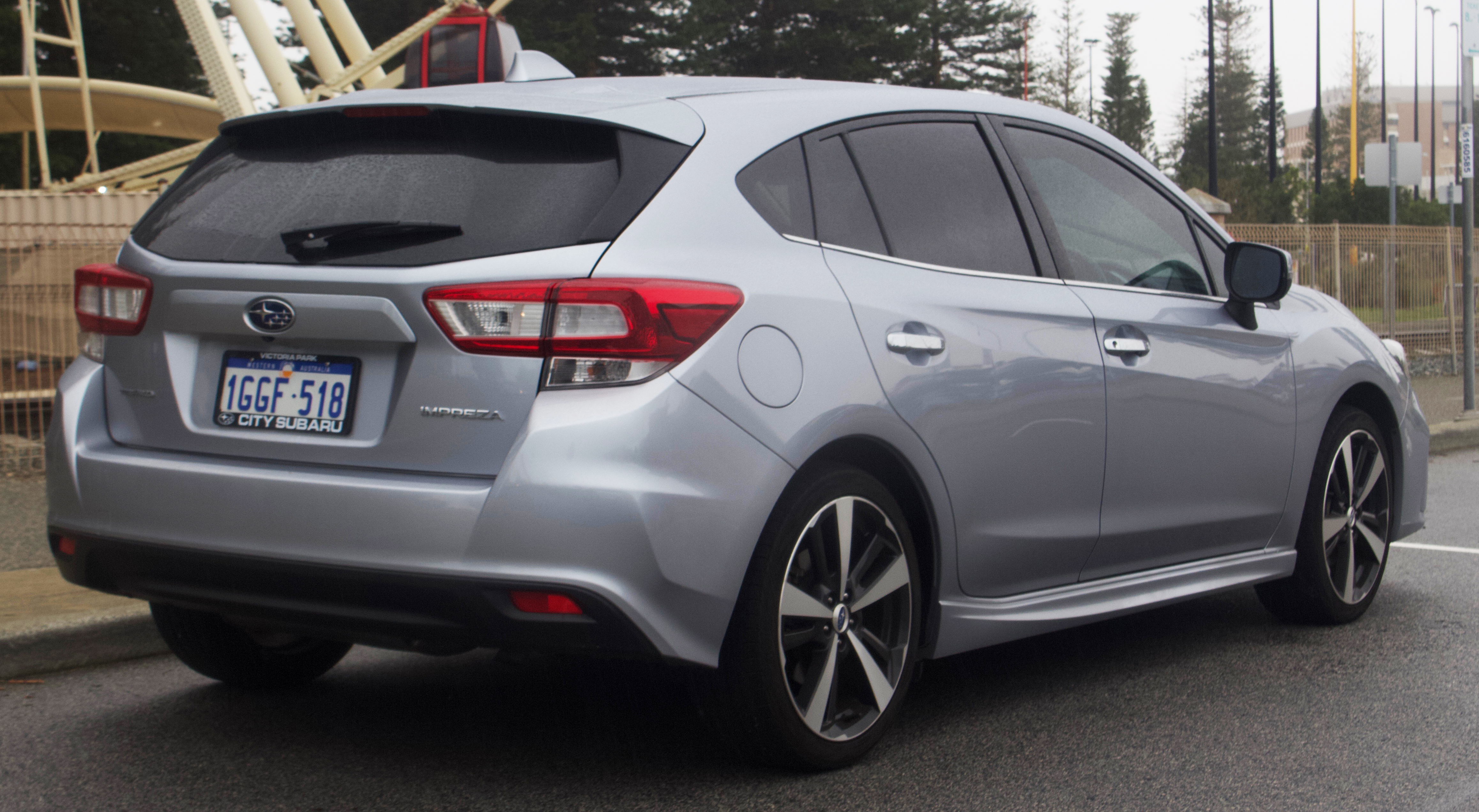
Subaru Impreza V - tył

Subaru Impreza V został po raz pierwszy oficjalnie zaprezentowany podczas targów motoryzacyjnych w Nowym Jorku w marcu 2016 roku.
Samochód jest pierwszym pojazdem marki Subaru zbudowanym na bazie nowej płyty podłogowej Subaru Global Platform. Stylistycznie w stosunku do poprzedniej generacji modelu zmieniły się m.in. reflektory przednie i tylne, kształt zderzaków, boczna linia nadwozia, progi i linia dachu.

## Subaru Impreza VI

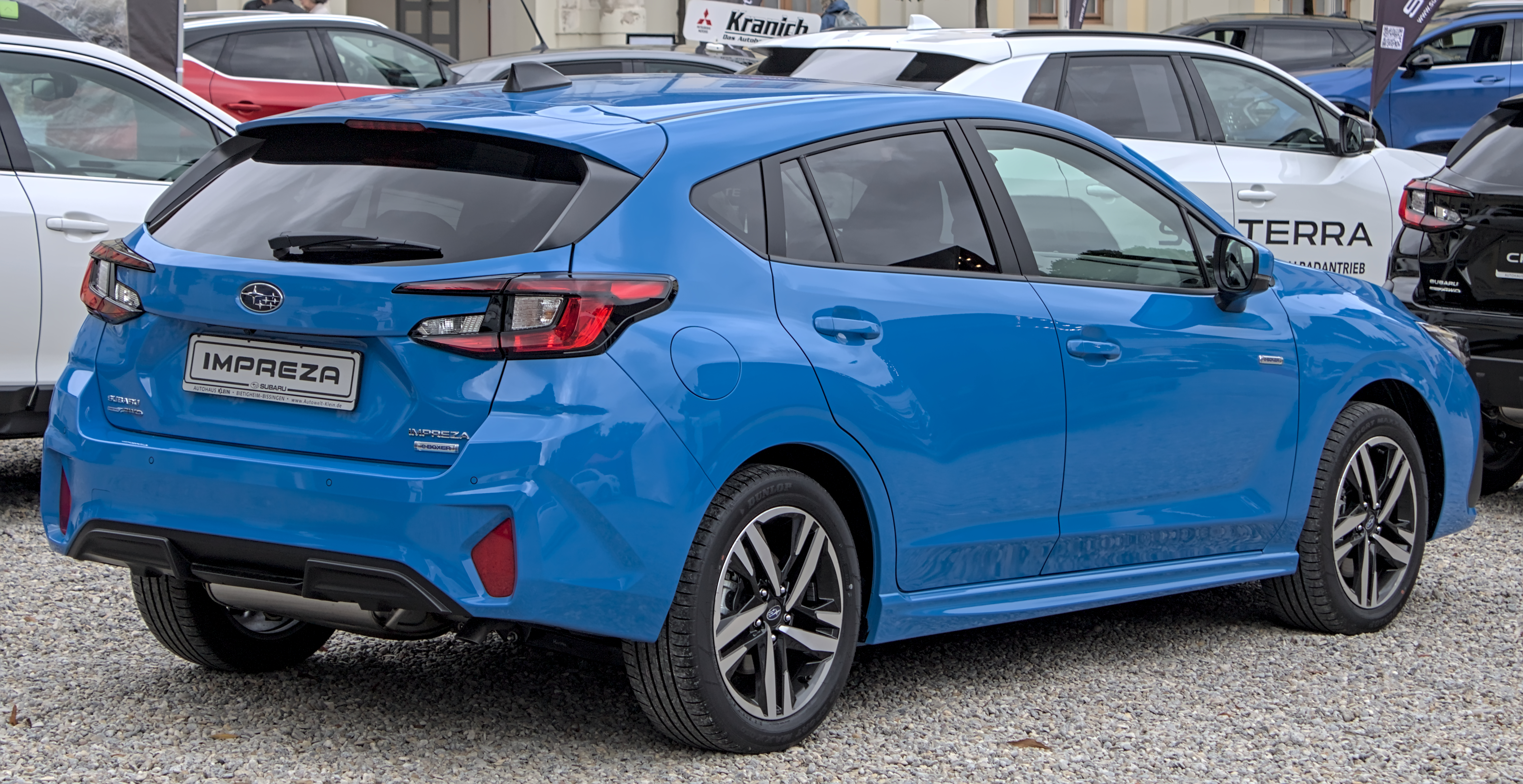
Subaru Impreza VI - tył

Subaru Impreza VI zostało zaprezentowane po raz pierwszy podczas targów motoryzacyjnych w Nowym Jorku w listopadzie 2022 roku. 
Podobnie jak poprzednik jest oparty na platformie Subaru Global Platform. Pierwsze egzemplarze zostały dostarczone na początek 2023 roku. Po raz pierwszy wycofano odmianę sedan, nowa generacja jest teraz dostępna tylko w wersji hatchback.

## Subaru Impreza WRX STi
Pierwsze egzemplarze Subaru Impreza wyjechały z fabryki w 1992 roku. Dwa lata później rozpoczęła się seria sukcesów w rajdach samochodowych: Colin McRae wygrał Rajd Nowej Zelandii oraz Rajd RAC, a rok później został rajdowym mistrzem świata, dając firmie Subaru pierwsze miejsce w rankingu producentów. Modyfikacja rankingu FIA pozostawiająca producentom większą swobodę w przerabianiu aut przyczyniła się do powstawania w roku 1993 modelu Subaru Impreza 555. Lata 1996 i 1997 to czas dominacji Subaru w rajdach samochodowych. Pierwszy model Impreza WRC powstał w 1997 roku, kiedy to wprowadzono regulamin WRC. Skrót WRC oznacza World Rally Championship, czyli Rajdowe Mistrzostwa Świata oraz World Rally Car.

### Dane techniczne
- Silnik: boxer
- Pojemność skokowa: 2457 cm³
- Liczba zaworów na cylinder: 4
- Rodzaj paliwa: benzyna
- Napęd: na cztery koła (stały)
- Rodzaj zasilania: wielopunktowy wtrysk paliwa
- Moc: 300 KM przy 5500 obrotach na minutę
- Skrzynia biegów: manualna, 6-biegowa
- Prędkość maksymalna: 250 km/h
- Zawieszenie przednie: kolumny MacPhersona
- Zawieszenie tylne: kolumny MacPhersona, stabilizator poprzeczny
- Ogumienie: przód: 225/40 R18, tył: 225/40 R18
- Rozstaw osi: 2535 mm
- Pojemność zbiornika paliwa: 60 l

## Konkurencja
Odwiecznym rywalem modelu STi był produkowany przez Mitsubishi model Lancer Evolution. Obie firmy co roku prezentowały kolejne wersje swoich sztandarowych produktów, tym samym napędzając konkurencję oraz wymuszając stały postęp techniczny.